# Sophie Neveu
Sophie Neveu Saint-Clair  è un personaggio immaginario nato dalla penna dello scrittore statunitense Dan Brown.
Co-protagonista del romanzo Il codice da Vinci del 2003, è una Crittologa della polizia di Parigi. Ha lunghi capelli castano ramato e occhi verdi.

## Biografia
Nipote del curatore del Louvre Jacques Saunière, ha avuto un'infanzia difficile, segnata dalla morte in un incidente dei genitori e del fratello.
È quindi stata cresciuta dal nonno, che fin dalla tenera età l'ha istruita sugli enigmi e i simboli, oltre che pretendere da lei l'utilizzo della lingua inglese.
Una volta finiti gli studi della scuola primaria, si trasferisce per breve tempo nel Surrey dove frequenterà il Royal Holloway College per migliorare la conoscenza dell'inglese e maturare la passione per la crittologia, che trasformerà in lavoro.
Unitasi a Robert Langdon, cercherà di far luce sugli indizi lasciati da Saunière in punto di morte.

## Interpreti
Inizialmente per la parte di Sophie Neveu sono state prese in considerazione le attrici Julie Delpy, Sophie Marceau, Virginie Ledoyen e Linda Hardy, ma alla fine il personaggio è stato affidato all'attrice francese Audrey Tautou, che l'ha interpretata nella trasposizione cinematografica del 2006.